# Fortuna '54 in het seizoen 1963/64
Het seizoen 1963/1964 was het 10e jaar in het bestaan van de Geleense betaaldvoetbalclub Fortuna '54. De club kwam uit in de Nederlandse Eredivisie en eindigde daarin op de zevende plaats. Tevens deed de club mee aan het toernooi om de KNVB Beker, deze werd winnend afgesloten door in de finale ADO, na strafschoppen, te verslaan.

## Wedstrijdstatistieken

### Eredivisie
|       | ADO   | Ajax  | Blauw-Wit | DOS   | DWS/A | Feijenoord | Go Ahead | GVAV  | Heracles | MVV   | NAC   | PSV   | Sparta | Sportclub Enschede | Volendam |
| ----- | ----- | ----- | --------- | ----- | ----- | ---------- | -------- | ----- | -------- | ----- | ----- | ----- | ------ | ------------------ | -------- |
| Thuis | 2 – 0 | 2 – 1 | 2 – 2     | 4 – 0 | 1 – 2 | 1 – 3      | 1 – 2    | 1 – 1 | 1 – 1    | 4 – 1 | 1 – 1 | 1 – 2 | 3 – 1  | 0 – 0              | 2 – 0    |
| Uit   | 1 – 2 | 4 – 1 | 2 – 2     | 2 – 1 | 6 – 0 | 2 – 2      | 1 – 0    | 1 – 2 | 2 – 2    | 1 – 3 | 0 – 0 | 4 – 2 | 3 – 2  | 1 – 1              | 1 – 4    |

### KNVB Beker
| 1e ronde                                         | Tubantia                                                  | 2 – 3 (0 – 2)          | Fortuna '54                                                      |
| 29 september 1963 Plaats: Hengelo Veldwijk       | Barend Vrielink –', –'                                    |                        | 10' Peter Benen 28' Sef Horsels 75' Aleksandar Petaković         |
| 2e ronde                                         | Go Ahead                                                  | 0 – 3 (0 – 0)          | Fortuna '54                                                      |
| 17 november 1963 Plaats: Deventer Vetkampstraat  |                                                           |                        | 74', 76' Piet van Rhijn 86' Peter Benen                          |
| 3e ronde                                         | Fortuna '54                                               | 2 – 0 (1 – 0)          | SHS                                                              |
| 9 februari 1964 Plaats: Geleen Mauritsstadion    | Aleksandar Petaković 30' Piet van Rhijn 84'               |                        |                                                                  |
| Kwartfinale                                      | Fortuna '54                                               | 4 – 2 (2 – 1)          | Wilhelmina                                                       |
| 22 maart 1964 Plaats: Geleen Mauritsstadion      | Frans Rutten 10', 49' André Piters 36' Piet van Rhijn 65' |                        | 40' Jacques van Stippent 70' Theo Borsten                        |
| Halve finale                                     | Fortuna                                                   | 2 – 4 (1 – 2)          | Fortuna '54                                                      |
| 23 april 1964 Plaats: 's-Hertogenbosch De Vliert | Martin van der Zwan 39' Jan Jungerius 81'                 |                        | 6', 84' Aleksandar Petaković 43' Piet van Rhijn 73' Frans Rutten |
| Finale                                           | ADO                                                       | 0 – 0 Na strafschoppen | Fortuna '54                                                      |
| 14 mei 1964 Plaats: Eindhoven Philips Stadion    |                                                           |                        |                                                                  |

## Statistieken Fortuna '54 1963/1964

### Eindstand Fortuna '54 in de Nederlandse Eredivisie 1963 / 1964
| Stand | Gespeeld | Gewonnen | Gelijk | Verloren | Punten | Doelpunten voor | Doelpunten tegen |
| ----- | -------- | -------- | ------ | -------- | ------ | --------------- | ---------------- |
| 7e    | 30       | 10       | 10     | 10       | 30     | 50              | 48               |

### Topscorers
| #                    | Naam                 | Goal |
| -------------------- | -------------------- | ---- |
| 1.                   | Piet van Rhijn       | 12   |
| 2.                   | André Piters         | 9    |
| 3.                   | Aleksandar Petaković | 8    |
| 4.                   | Gène Gerards         | 6    |
| 5.                   | Peter Benen          | 3    |
| 6.                   | Pierre Custers       | 2    |
| 6.                   | Sef Horsels          | 2    |
| 6.                   | Jan Notermans        | 2    |
| 6.                   | Frans Rutten         | 2    |
| 10.                  | Hub Bisschops        | 1    |
| 10.                  | Carel Breikers       | 1    |
| Onbekende doelpunten |                      |      |
| –                    | Onbekend             | 2    |
| Totaal               | Totaal               | 50   |

| #      | Naam                 | Goal |
| ------ | -------------------- | ---- |
| 1.     | Piet van Rhijn       | 5    |
| 2.     | Aleksandar Petaković | 4    |
| 3.     | Frans Rutten         | 3    |
| 4.     | Peter Benen          | 2    |
| 5.     | Sef Horsels          | 1    |
| 5.     | André Piters         | 1    |
| Totaal | Totaal               | 16   |